# Референдумы в Швейцарии (2006)
Референдумы в Швейцарии проходили 21 мая, 24 сентября и 26 ноября 2006 года. В мае прошёл референдум по изменению Статьи 48а Конституции относительно образования в Швейцарии, которое было одобрено 86% голосов избирателей. В сентябре проходили референдумы по изменению законов о беженстве и иностранцах и по народной инициативе о переправке доходов Швейцарского национального банка в национальный пенсионный фонд. Оба закона были одобрены, а инициатива — отклонена.
В ноябре прошли референдумы по законам о помощи Польше и дригим более бедным странам Восточной Европы и о детских пособиях. Оба были одобрены.

## Результаты
| Месяц                      | Вопрос                                  | За        | За   | Против    | Против | Пустых/ недействительных бюллетеней | Пустых/ недействительных бюллетеней | Всего     | Зарегистри- рованных избирателей | Явка | Кантоны за | Кантоны за | Кантоны против | Кантоны против |
| Месяц                      | Вопрос                                  | Голоса    | %    | Голоса    | %      | Пустые                              | Недейств.                           | Всего     | Зарегистри- рованных избирателей | Явка | Полных     | Полу-      | Полных         | Полу-          |
| -------------------------- | --------------------------------------- | --------- | ---- | --------- | ------ | ----------------------------------- | ----------------------------------- | --------- | -------------------------------- | ---- | ---------- | ---------- | -------------- | -------------- |
| Май                        | Конституционная поправка по образованию | 1 137 450 | 85,6 | 191 666   | 14,4   | 26 943                              | 1 356 059                           | 4 877 897 | 27,8                             | 20   | 6          | 0          | 0              |                |
| Сентябрь                   | Доходы Национального банка Швейцарии    | 973 831   | 41,7 | 1 359 514 | 58,3   | 52 246                              | 2 385 591                           | 4 893 927 | 48,7                             | 2    | 1          | 18         | 5              |                |
| Сентябрь                   | Поправка к закону об иностранцах        | 1 602 134 | 68,0 | 755 119   | 32,0   | 36 243                              | 2 393 496                           | 4 893 927 | 48,9                             |      |            |            |                |                |
| Сентябрь                   | Поправка к закону о беженстве           | 1 598 399 | 67,8 | 760 787   | 32,2   | 34 620                              | 2 393 806                           | 4 893 927 | 48,9                             |      |            |            |                |                |
| Ноябрь                     | Поправка к закону о детских пособиях    | 1 480 796 | 68,0 | 697 415   | 32,0   | 28 268                              | 2 206 479                           | 4 902 446 | 45,0                             |      |            |            |                |                |
| Ноябрь                     | Закон о помоще странам Восточной Европы | 1 158 494 | 53,4 | 1 010 190 | 46,6   | 36 585                              | 2 205 269                           | 4 902 446 | 45,0                             |      |            |            |                |                |
| Источник: Direct Democracy |                                         |           |      |           |        |                                     |                                     |           |                                  |      |            |            |                |                |